# Zygmunt Ławrynowicz
Zygmunt Ławrynowicz (* 14. Oktober 1925 in Panevėžys; † 1987 in London) war ein polnischer Lyriker. Der Bankbeamte lebte als Emigrant in England und publizierte mehrere Gedichtbände. Lyrik von Ławrynowicz erschien übersetzt von Karl Dedecius auch in deutscher Sprache. Ins Italienische übertrug sie der Literaturnobelpreisträger Eugenio Montale.

## Werke
- Epitafium jesieni, 1953
- Syn marnotrawny i inne wiersze, London 1968
- Błędne ogniki, 1984
- Anglobabilon, London 1986
- Trujące jagody czyli Helga, London 1986
- Świetliki i ulęgałki, London 1987

## Quelle
- Karl Dedecius: Lyrik aus Polen. In: Joachim-Ernst Berendt u. a.: Der Walzer vom Weltende, Jazz & Lyrik aus Polen, WERGO 1986

| Personendaten    | Personendaten        |
| ---------------- | -------------------- |
| NAME             | Ławrynowicz, Zygmunt |
| KURZBESCHREIBUNG | polnischer Lyriker   |
| GEBURTSDATUM     | 14. Oktober 1925     |
| GEBURTSORT       | Panevėžys            |
| STERBEDATUM      | 1987                 |
| STERBEORT        | London               |